# Polietilenglicol
Polietilenglicolul (abreviat PEG) este un polimer de tip polieter, care prezintă multe utilizări industriale și farmaceutice. Formula de structură poate fi scrisă astfel: H−(O−CH2−CH2)n−OH. Este utilizat în multe produse laxative.

## Obținere

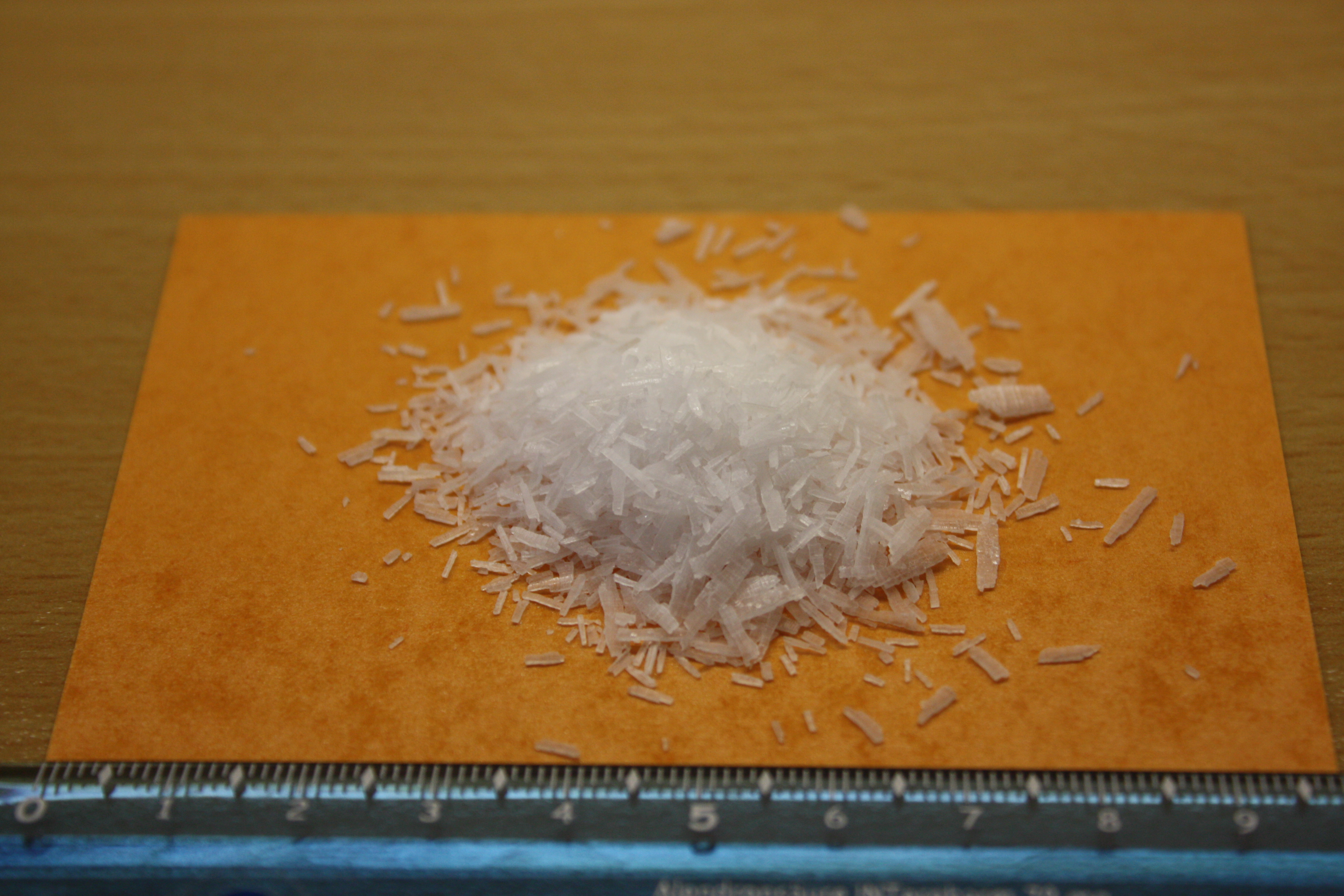
Aspectul polietilenglicolului (PEG 400) de calitate farmaceutică

Polietilenglicolul a fost obținut pentru prima dată în 1859, în mod independent, de către A. V. Lourenço și Charles Adolphe Wurtz. Polietilenglicolul se obține în urma interacției dintre oxid de etilenă și apă, etilenglicol sau alți oligomeri ai etilenglicolului. Reacția este catalizată în mediu acid sau bazic. Se preferă utilizarea etilenglicolului ca precursor, deoarece astfel se obțin preferențial polimeri cu greutăți moleculare apropiate. Totuși, lungimea catenelor polimerice depinde de raportul dintre reactanți:
HOCH2CH2OH + n(CH2CH2O) → HO(CH2CH2O)n+1H

## Utilizări medicale
Polietilenglicolul (sub denumirea de Macrogol) este utilizat în tratamentul constipației la copii și adulți, fiind un laxativ.